# Nova Oleksandrivka, Zhurivka
Nova Oleksandrivka (în ucraineană Нова Олександрівка) este localitatea de reședință a comunei Nova Oleksandrivka din raionul Zhurivka, regiunea Kiev, Ucraina.

## Demografie
Componența lingvistică a localității Nova Oleksandrivka
     Ucraineană (95,58%)
     Rusă (4,1%)
     Alte limbi (0,32%)
Conform recensământului din 2001, majoritatea populației localității Nova Oleksandrivka era vorbitoare de ucraineană (95,58%), existând în minoritate și vorbitori de rusă (4,1%).